# Stumpflite
La stumpflite est un minéral de la classe des sulfures, qui appartient au groupe de la nickéline. Il a été nommé en l'honneur d'Eugen Friedrich Stumpfl (Munich, Allemagne, 27 novembre 1931 - Innsbruck, Autriche, 12 juillet 2004), professeur de minéralogie de l'Institut Minier de Leoben (Autriche) et autorité en microscopie minérale. Le minéral eugénite porte également son nom.

## Caractéristiques
La stumpflite est un antimoniure de platine de formule chimique Pt(Sb,Bi). Elle a été approuvée comme espèce valide per l'Association internationale de minéralogie en 1972. Elle cristallise dans le système hexagonal. Sa dureté sur l'échelle de Mohs est de 5.

## Classification
Selon la classification de Nickel-Strunz, la stumpflite appartient à "02.C - Sulfures métalliques, M:S = 1:1 (et similaires), avec Ni, Fe, Co, PGE, etc." avec les minéraux suivants : achavalite, breithauptite, fréboldite, kotulskite, langisite, nickéline, sederholmite, sobolevskite, sudburyite, jaipurite, zlatogorite, pyrrhotite, smithite, troïlite, chérépanovite, modderite, ruthénarsénite, westerveldite, millérite, mäkinenite, mackinawite, hexatestibiopanickélite, vavřínite, braggite, coopérite et vysotskite.

## Formation et gisements
Elle a été découverte dans la mine Driekop, dans la ville de Sekhukhuneland, province de Limpopo (Afrique du Sud). Elle a également été décrite à Zwartfontein, dans le district de Waterberg, également en Afrique du Sud, ainsi qu'en Éthiopie, en Russie, en Australie, au Brésil et au Canada.